# Michel Lacroix (hockey sur gazon)
Pour les articles homonymes, voir Michel Lacroix et Lacroix.
Michel Lacroix, né le 10 novembre 1921 à Orgeval et mort le 10 novembre 1974 à Varennes-sur-Loire, est un joueur international français de hockey sur gazon.

## Biographie
Michel Lacroix participe au tournoi de hockey sur gazon aux Jeux olympiques d'été de 1948 à Londres avec la sélection nationale française, qui est éliminée dès la phase de groupes. 
Il fait aussi partie de l'équipe de France quart-de-finaliste des Jeux olympiques de 1952 à Helsinki.